# Kay Bailey Hutchison Convention Center
El Kay Bailey Hutchison Convention Center es una arena de deporte y entretenimiento, ubicada en Dallas, Texas Estados Unidos. Dependiendo del evento la arena se expande en espectadores de 7.000 a 10.000 personas. La arena recibe eventos de Conciertos, Baloncesto y lucha libre profesional.

## Historia
El Dallas Memorial Auditorium fue la arena original construida en 1957 en la intersección de las calles Canton y Akard. En la década de 1970, el complejo fue expandido y renombrado Dallas Convention Center; la expansión fue diseñada por arquitectos locales de Omniplan. El complejo fue expandido nuevamente en 1984 y una vez más en 1994, cuando el Área de Tránsito de Dallas construyó el Convention Center Station. La última remodelación fue completada en 2002. El complejo recibió a miles de damnificados a causa del Huracán Katrina en septiembre de 2005.
El complejo fue el estadio de los Dallas/Texas Chaparrals, de la American Basketball Association, quienes compitieron desde la temporada de 1967-68 hasta la temporada de 1972-73. El equipo se mudó a San Antonio en 1973 para convertirse en los San Antonio Spurs.
En 1976, Elvis Presley se presentó en el complejo para realizar una presentación el 28 de diciembre el cual fue grabado y luego estrenado como Follow That Dream (persigue ese sueño) titulado "Showtime!".
En 1977, Led Zeppelin se presentó en el Dallas Memorial Auditorium el cual fue su último tour el 1 de abril.
En octubre e 1978, el grupo Queen se presentó en el complejo para realizar una presentación durante su gira por los Estados Unidos en donde grabaron el video musical Fat Bottomed Girls, del obtuvieron imágenes del complejo para el video.
En 2016, el territorio en desarrollo de la WWE NXT, realizó un evento exclusivo de dicho territorio llamado NXT TakeOver: Dallas el 1 de abril.